# Андреј Пумпур
Андреј Пумпур (лет. Andrejs Pumpurs; Лијељумправа, 22. септембар 1841 — Рига, 6. јул 1902) био је летонски официр и песник. По образовању, био је геометар.

## Живот
Борио се 1876. као руски добровољац на тлу Србије у рату против Турака у одреду пуковника Рајевског који је надахнуо Лава Толстоја за лик Вронског у роману Ана Карењина. У Србији је провео годину дана и званично затражио да се са својим Летонцима у њој настани. Скупштина Србије, међутим, није изашла у сусрет овој жељи, уз образложење да „српска земља припада српском народу и да нико нема право да је уступа било коме другоме”. Пумпур је иначе аутор летонског епа о националном јунаку Лачплесису. Део тог епа написао је у Србији за време поменутог боравка а једно његово певање у десетерцу, посветио је Србима.